# Theodora I
Theodora I (Grieks: Θεοδώρα A') (ca. 500 – 28 juni 548) was keizerin van het Byzantijnse Rijk.
In 523 trouwde ze met keizer Justinianus I en in 527 werden zij keizer en keizerin. Voor haar huwelijk stond ze op het toneel als actrice. Tegenwoordig heerst er nog steeds de gedachte dat Theodora zichzelf prostitueerde, zoals beschreven in het boek "Geheime geschiedenis" van Procopius. Deze laster over Theodora schreef hij waarschijnlijk uit onvrede over zijn eigen carrière aan het hof van Justinianus. Haar verleden als actrice was dus niet enkel een voedingsbodem voor roddels, maar had er ook voor gezorgd dat zij in eerste instantie niet met Justinianus mocht trouwen. Het was bij de wet immers verboden dat een senator een oud-actrice mocht huwen.
Van Procopius weten we dat Theodora de dochter was van Acacius, die over de dieren van het circus in Byzantium ging. Hij hoorde tot de Groene factie en werd Meester van Beren genoemd. Haar oudere zusters waren Comito en Anastasia. Toen haar vader stierf, was de oudste dochter nog geen zeven jaar. Haar moeder hertrouwde en ze gingen over naar de Blauwen. Al jong werden de drie dochters door hun moeder op het podium gezet. Later vergezelde Theodora Hecebolus, een Tyriër, die gouverneur was geworden van Pentapolis in Libya. Toen hij haar verstootte reisde ze van Alexandrië door het hele Oosten. Het werk dat ze deed kan volgens Procopius beter niet door een man worden genoemd 'als hij ooit de genade van God hoopt te genieten'. Terug in Byzantium werd ze door Justinianus tot Patriciër verheven en toen Justinianus de troon overnam van Justinus werd zij keizerin.
Haar tijd als keizerin is welbekend, mede omdat ze zich inzette voor de miafysitische minderheid in het rijk. De miafysieten werden verscheidende malen vervolgd. Deze groep werd gezien als monofysieten, waardoor zij veroordeeld werd door het chalcedonische christendom van het Byzantijnse Rijk. Theodora verdedigde meerdere malen de verschillende miafysitische bisschoppen, zoals Johannes van Efeze en Jacobus Baradaeus. Mede dankzij haar inzet voor het miafysitisme staat Theodora bekend als een krachtige keizerin. Dit komt niet in de laatste plaats dankzij haar krachtdadige optreden tijdens het Nika-oproer. Ook zette ze vermoedelijk druk achter haar man Justinianus om verschillende wetten aan te nemen die de positie van actrices in het bijzonder en vrouwen in het algemeen verbeterden. Zij heeft ook een wet laten aannemen die verkrachting verbood en bestrafte met de dood.
In het jaar 548 n.Chr. overleed Theodora op vrij jonge leeftijd aan een onbekende ziekte. Haar nichtje Sophia zou de volgende keizerin worden van het Byzantijnse Rijk.

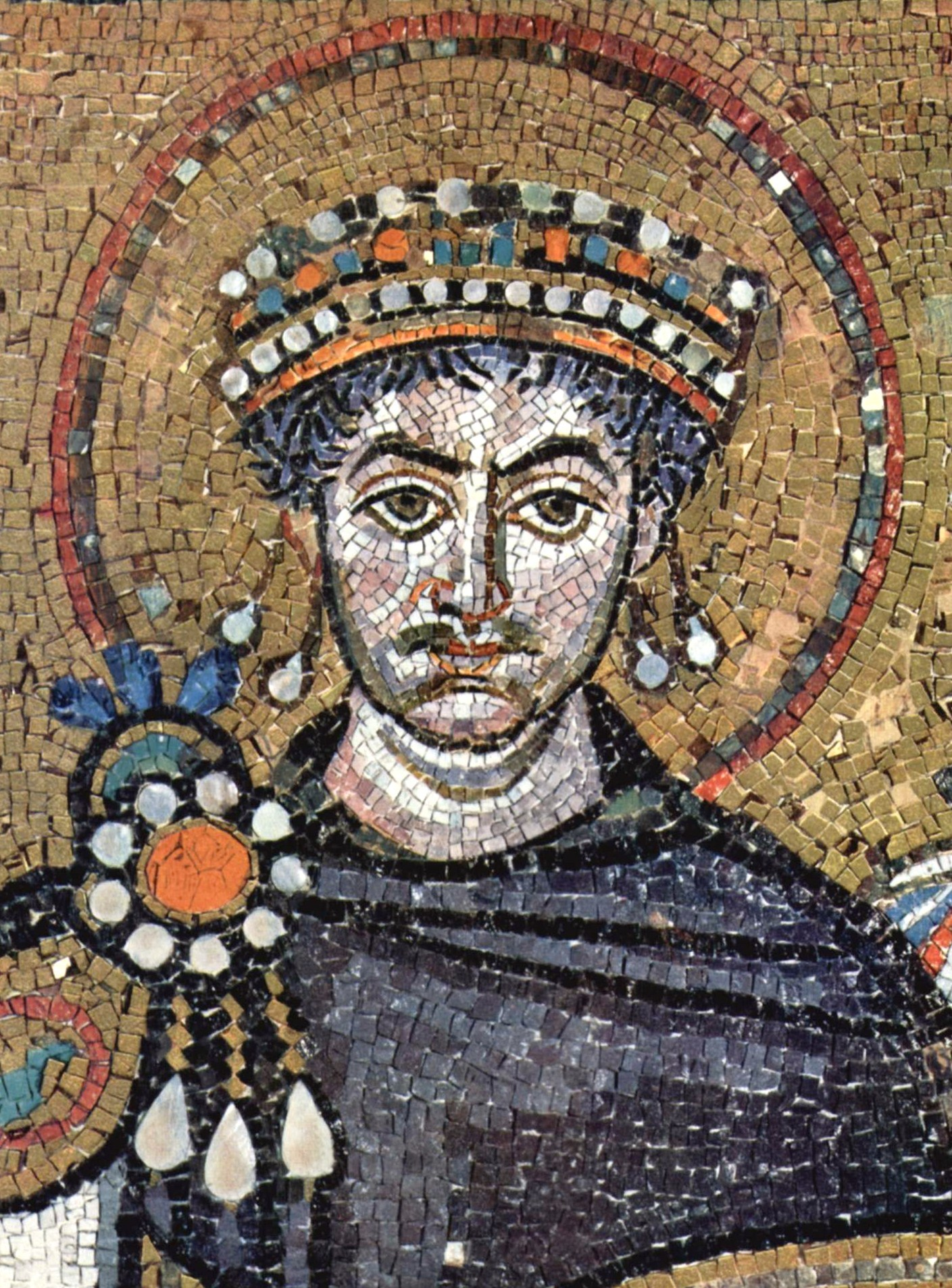
Keizer Justinianus, mozaïek uit het koor van San Vitale te Ravenna